# Lagenicella marginata
Lagenicella marginata är en mossdjursart som först beskrevs av Canu och Bassler 1930.  Lagenicella marginata ingår i släktet Lagenicella och familjen Teuchoporidae.
Artens utbredningsområde är Mexikanska golfen. Inga underarter finns listade i Catalogue of Life.